# Bank Danamon
PT Bank Danamon Indonesia Tbk – założony w 1956 roku indonezyjski bank z siedzibą w Dżakarcie.